# Orlovista
Orlovista es un lugar designado por el censo ubicado en el condado de Orange en el estado estadounidense de Florida. En el Censo de 2010 tenía una población de 6.123 habitantes y una densidad poblacional de 1.258,17 personas por km².

## Geografía
Orlovista se encuentra ubicado en las coordenadas 28°32′39″N 81°27′47″O / 28.54417, -81.46306. Según la Oficina del Censo de los Estados Unidos, Orlovista tiene una superficie total de 4.87 km², de la cual 4.75 km² corresponden a tierra firme y (2.39%) 0.12 km² es agua.

## Demografía
Según el censo de 2010, había 6.123 personas residiendo en Orlovista. La densidad de población era de 1.258,17 hab./km². De los 6.123 habitantes, Orlovista estaba compuesto por el 37.97% blancos, el 38.36% eran afroamericanos, el 1.03% eran amerindios, el 6.84% eran asiáticos, el 0.23% eran isleños del Pacífico, el 9.7% eran de otras razas y el 5.86% pertenecían a dos o más razas. Del total de la población el 21.36% eran hispanos o latinos de cualquier raza.